# L'EGOISTE
『L'EGOISTE』（エゴイスト）は、日本のミュージシャンである氷室京介の18作目のライブ・ビデオ。2009年2月25日にDVDで発売。

## 解説
- 氷室京介が1993年に行ったライブ・ツアー「TOUR 1993 "L'EGOISTE"」から、1993年5月12日の国立代々木競技場 第一体育館でのリ・アンコール・ライブ映像が収録されている[2]。

## 収録曲
1. KISS ME
  - 作詞：松井五郎 / 作曲：氷室京介 / 編曲：西平彰
2. LOVE ＆ GAME
  - 作詞・作曲：氷室京介 / 編曲：吉田建、氷室京介
3. WILD AT NIGHT
  - 作詞: 松井五郎 / 作曲：氷室京介、友森昭一 / 編曲: 西平彰、SP≒EED
4. BLACK-LIST
  - 作詞: 松井五郎 / 作曲：氷室京介 / 編曲: 西平彰、SP≒EED
5. CRIME OF LOVE
  - 作詞・作曲:氷室京介 / 編曲：西平彰、SP≒EED
6. CALLING
  - 作詞：氷室京介、松井五郎 / 作曲：氷室京介 / 編曲：氷室京介、佐久間正英
7. URBAN DANCE
  - 作詞・作曲：氷室京介 / 編曲：西平彰
8. LOVER' S DAY
  - 作詞・作曲:氷室京介 / 編曲：氷室京介、西平彰
9. YOU' RE THE RIGHT
  - 作詞：松井五郎 / 作曲：氷室京介 / 編曲：西平彰
10. Memories Of Blue
  - 作詞：松井五郎 / 作曲：氷室京介 / 編曲：西平彰
11. SEX ＆ CLASH ＆ ROCK' N' ROLL
  - 作詞：氷室京介、松井五郎 / 作曲：氷室京介 / 編曲：吉田建、氷室京介
12. COOL
  - 作詞：松井五郎 / 作曲：氷室京介 / 編曲：氷室京介、佐久間正英
13. GET READY "TONIGHT" TEDDY BOY
  - 作詞：松井五郎 / 作曲：氷室京介 / 編曲：西平彰
14. SON OF A BITCH
  - 作詞：松井五郎 / 作曲：氷室京介 / 編曲：西平彰
15. TASTE OF MONEY
  - 作詞：氷室京介 / 作曲：氷室京介、吉田建 / 編曲：吉田建、氷室京介
16. JEALOUSYを眠らせて
  - 作詞：松井五郎、氷室京介 / 作曲：氷室京介 / 編曲：氷室京介、西平彰
17. ANGEL
  - 作詞・作曲：氷室京介 / 編曲：吉田建、氷室京介
18. WILL
  - 作詞：氷室京介、松井五郎 / 作曲：氷室京介 / 編曲：西平彰
19. MOON
  - 作詞: 松井五郎 / 作曲：氷室京介 / 編曲: 西平彰、SP≒EED
20. SUMMER GAME
  - 作詞・作曲：氷室京介 / 編曲：氷室京介、佐久間正英

## 参加ミュージシャン
- 氷室京介 - ボーカル
- 西平彰 - キーボード
- 香川誠 - ギター
- 西山史晃 - ベース
- 永井利光 - ドラムス